# 武経七書
武経七書（ぶけいしちしょ）は、中国における兵法の代表的古典とされる七つの兵法書。以下の七つを指す。
- 『孫子』
- 『呉子』
- 『尉繚子』
- 『六韜』
- 『三略』
- 『司馬法』
- 『李衛公問対』

武官の登用制度である武科挙の筆記試験で出題された。北宋の神宗が科挙の問題に制定した。

## 日本における受容
日本では慶長11年（1606年）に徳川家康の指示により伏見版の一部として開版、林羅山らによって研究が行われ、17世紀中葉にこれら中国兵法が重視された結果として、統治術としての兵学（呪術を含んだ中世的兵法から近世の兵学）が確立することになる。中世日本の兵法書が呪術的側面を有したのに対し、武経七書では呪術面が排除されている。